# Ménerville
Ménerville település Franciaországban, Yvelines megyében. Lakosainak száma 218 fő (2022. január 1.). Ménerville Boissy-Mauvoisin, Longnes, Neauphlette, Perdreauville és Le Tertre-Saint-Denis községekkel határos.

## Népesség
A település népességének változása:
| Lakosok száma | 219  | 213  | 211  | 210  | 210  | 212  | 214  | 216  | 218  |
|               | 2013 | 2015 | 2016 | 2017 | 2018 | 2019 | 2020 | 2021 | 2022 |